# Astyanax goyacensis
Astyanax goyacensis är en fiskart som beskrevs av Eigenmann, 1908. Astyanax goyacensis ingår i släktet Astyanax och familjen Characidae. Inga underarter finns listade.